# Pločica od Smokove
Pločica od Smokove je hrid u Viškom otočju, uz istočnu obalu Visa, u blizini uvale Smokova, oko 70 metara od obale Visa.
Površina hridi iznosi 2759 m2, a iz mora se uzdiže oko 3 metra.